# Karl Henrik Henrüd
Karl Henrik "Charles" Henrüd (folkbokförd Henrud), född Karlsson 27 januari 1901 i Kolbäcks församling, Västmanlands län,  död 22 maj 1967 i Vantörs församling, Stockholm, var en svensk revy- och sångtextförfattare, verksam under pseudonymen Charles Henry.
Tillsammans med Einar Molin gjorde Henrud tolv revyer på Odeonteatern under 1940-talet. Han skrev även sångtexter till bland andra Edvard Persson och Julia Caesar.
Samma dag som Henruds bortgång meddelades i Svenska Dagbladet tillkännagavs att han, tillsammans med Einar Molin, tilldelats ett stipendium ur Fred Winters minnesfond förvaltad av SKAP. Han är begravd på Skogskyrkogården i Stockholm.

## Sångtexter i urval
- Jag har bott vid en landsväg
- Klockorna i gamla stan
- Annie från Amörka[6]